# 鍾毓
鍾 毓（しょう いく）は、中国三国時代の魏の政治家。字は稚叔。本貫は豫州潁川郡長社県（現在の河南省許昌市長葛市）。父は鍾繇、異母弟は鍾会。

## 概要
14歳の時に散騎侍郎となる。頭の回転の速さや談笑する様は父の鍾繇の風格があった。太和年間の初め、蜀漢の諸葛亮が祁山を包囲すると、魏帝曹叡は親征を検討したが、鍾毓は費用が嵩むことと、暑さの盛りに至尊が動くべきではないという理由からこれに反対した。太和4年（230年）に鍾繇が亡くなると、その爵位を継いだ。黄門侍郎に転任した後、豪華な宮殿を造営する曹叡を諌め、また荒地の開墾を再開するよう進言した。
正始年間に散騎常侍へ転任。正始5年（244年）、蜀漢征伐に苦戦し増兵を求める曹爽に対し、撤退を進言した。その後は曹爽の気持ちを損ね、侍中を経て、魏郡太守に転任。この頃、来訪した占者の管輅と『易経』について議論し、管輅の論の二十余箇条を批判したが、全て管輅によって反論され、屈服するに至った。また管輅が自身の誕生日を言い当てたことに感嘆しつつも、「死は天によって定められるもので、君によって定められるものではない」と述べ、自身の死期については占わせなかった。
正始10年（249年）、曹爽が処刑された後に中央へ戻り、御史中丞・侍中・廷尉に転任した。亡き主君や父への誹謗を取り締まる制度を作り、また封侯された時に妻を取り替える制度を廃した。
嘉平6年（254年）、夏侯玄らが司馬師排斥のクーデターを企て、逮捕された。供述書の作成を拒否する夏侯玄に対し、鍾毓は自ら取り調べに当たり、事実と符合するよう供述書を作成して見せると、夏侯玄はただ頷くばかりだった。また同じくクーデターの容疑で惨殺された李豊の遺体については、法によって処刑されたものではないことから当初引き受けを拒否し、正式な命令を受けてようやく応対したという。
正元2年（255年）、毌丘倹・文欽の乱が勃発すると、持節として揚州・豫州の慰撫に当たった。帰還後は尚書に転任した。
甘露2年（257年）、諸葛誕の乱が勃発。次いで呉の孫壱が魏に降伏した。「孫壱降伏の影響で、呉は諸葛誕救援には出兵できないでしょう」という楽観論も出たが、鍾毓は「諸葛誕反乱の影響は大きく、孫壱降伏の影響は小さい」としてそれを否定した。司馬昭は鍾毓の意見を是とし、諸葛誕討伐に随行させた。
反乱鎮圧後の甘露3年（258年）、青州刺史・後将軍に転任。その後は都督徐州諸軍事、都督荊州諸軍事を歴任した後、景元4年（263年）に死去した。車騎将軍を追増され、恵侯と諡された。子の鍾駿が爵位を継いだ。
鍾毓没後の景元5年（264年）、異母弟の鍾会が蜀で反乱を企てたが、敗死。鍾毓の子で、鍾会が養育していた鍾峻・鍾辿も死刑に該当したが、鍾繇・鍾毓の功績をもって恩赦された。兄弟が恩赦されたのは、鍾毓が司馬昭に対し「鍾会は策謀に走りすぎて一貫した態度を取れない男だから、任務を彼一人に任せるのは宜しくない」と諫言していたためとも言われる。
『晋書』に立伝されている魏舒は、鍾毓配下の長史を務めていたが、鍾毓の射的遊びの際は常に得点係をしていた。しかしある日、人数合わせで魏舒が参加すると、その矢は全て的中した。鍾毓はその実力に感嘆すると共に、「私はそなたの才能を知り尽くしていなかった。このことは弓の腕に限らないだろう」と陳謝した。

## 三国志演義における鍾毓
小説『三国志演義』では第107回で、蜀漢に投降した夏侯覇が以下のエピソードを姜維に語り、鍾会への警戒を促す。魏帝曹丕に謁見した当時8歳の鍾毓は、満面に汗を掻いていたため、「卿何を以て汗するや？」と下聞され、「戦戦惶惶、汗出如漿」と駢文をもって答えた（惶と漿はともに平声陽韻）。しかし同じことを問われた7歳の弟・鍾会は、「戦戦慄慄、汗不敢出」と一枚上手の駢文で答えた（慄と出はともに入声で類似韻）ため、人々は鍾会を誉めそやしたという。